# Latina Calcio 1932 2021-2022
Questa voce raccoglie le informazioni riguardanti il Latina Calcio 1932 nelle competizioni ufficiali della stagione 2021-2022.

## Stagione
Nella stagione 2021-2022 il Latina disputa il girone C del campionato di Serie C, con 45 punti ottiene il dodicesimo posto finale. La squadra nerazzurra allenata da Daniele Di Donato ha raccolto 19 punti nel girone di andata e 26 nel girone di ritorno, mancando per quattro punti la qualificazione ai Play-off. Con 11 reti è stato Cristian Carletti il miglior realizzatore di stagione. In Coppa Italia di Serie C Latina subito fuori nel primo turno, estromessa dalla sconfitta (1-0) patita contro la Turris.

## Organigramma societario
Area direttiva
- Presidente: Antonio Terracciano
- Vice-presidente: Pino D'Apuzzo
- Direttore sportivo: Marcello Di Giuseppe
- Addetto stampa: Mauro Bruno
- Responsabile settore giovanile: Vincenzo Di Palma

Area tecnica
- Allenatore: Daniele Di Donato
- Allenatore in 2ª: Daniele Bedetti
- Allenatori dei portieri: Mario Quaglieri e Augusto Del Duca
- Assistente tecnico: Alessandro Micheletti
- Preparatore atletico: Nicola Albarella
- Team Manager: Francesco Renga

## Rosa
| N. |                    | Ruolo | Calciatore            |
| -- | ------------------ | ----- | --------------------- |
| 1  | Italia (bandiera)  | P     | Matteo Cardinali      |
| 3  | Italia (bandiera)  | D     | Daniele Sarzi Puttini |
| 4  | Italia (bandiera)  | C     | Emanuele Spinozzi     |
| 5  | Italia (bandiera)  | D     | Andrea Giorgini       |
| 6  | Italia (bandiera)  | C     | Stefano Amadio        |
| 7  | Italia (bandiera)  | C     | Lorenzo Di Livio      |
| 9  | Italia (bandiera)  | A     | Cristian Carletti     |
| 10 | Italia (bandiera)  | A     | Andrea Zini           |
| 11 | Italia (bandiera)  | A     | Lorenzo Rosseti       |
| 13 | Italia (bandiera)  | D     | Eros De Santis        |
| 14 | Italia (bandiera)  | C     | Christian Barberini   |
| 15 | Senegal (bandiera) | A     | Adama Sane            |
| 16 | Italia (bandiera)  | C     | Andrea Marcucci       |
| 17 | Italia (bandiera)  | C     | Marco Teraschi        |

| N. |                    | Ruolo | Calciatore                 |
| -- | ------------------ | ----- | -------------------------- |
| 18 | Italia (bandiera)  | C     | Andrea Tessiore            |
| 19 | Italia (bandiera)  | D     | Alessandro Celli           |
| 21 | Italia (bandiera)  | A     | Filippo Mascia             |
| 22 | Italia (bandiera)  | P     | Francesco Alonzi           |
| 24 | Italia (bandiera)  | D     | Lorenzo Carissoni          |
| 26 | Italia (bandiera)  | A     | Mattia Del Prete           |
| 27 | Italia (bandiera)  | D     | Andrea Esposito (capitano) |
| 33 | Ghana (bandiera)   | D     | Nelson Atiagli             |
| 38 | Italia (bandiera)  | D     | Giuseppe Nicolao           |
| 44 | Italia (bandiera)  | C     | Alessandro Pastore         |
| 65 | Italia (bandiera)  | C     | Marco D'Aloia              |
| 70 | Italia (bandiera)  | D     | Emanuel Ercolano           |
| 79 | Brasile (bandiera) | A     | Jefferson                  |
| 92 | Italia (bandiera)  | A     | Alessandro Rossi           |

## Risultati

### Serie C - girone C

#### Girone di andata
| Arbitro: | Angelucci (Foligno) |

|                                         |           |  |
| Floriano 33’ (rig.) Soleri 90+4’ (rig.) | Marcatori |  |

| Arbitro: | Bonacina (Bergamo) |

|                          |           |  |
| Carletti 15’ (rig.), 57’ | Marcatori |  |

| Arbitro: | Costanza (Agrigento) |

|            |           |              |
| Dossena 6’ | Marcatori | 36’ Carletti |

| Arbitro: | Bitonti (Bologna) |

|                     |           |                 |
| Tessiore 86’ (rig.) | Marcatori | 29’ A. Ferrante |

| Arbitro: | Kumara (Verona) |

|                          |           |  |
| Pacilli 61’ Giovinco 68’ | Marcatori |  |

| Arbitro: | Monaldi (Macerata) |

|  |           |            |
|  | Marcatori | 42’ Evacuo |

| Arbitro: | Ferrieri Caputi (Livorno) |

|                                       |           |             |
| Giannone 24’ Tascone 33’ Leonetti 59’ | Marcatori | 54’ Nicolao |

| Arbitro: | Delrio (Reggio Emilia) |

|                                     |           |  |
| Teraschi 34’ Jefferson 56’ Sane 89’ | Marcatori |  |

| Arbitro: | Grasso (Ariano Irpino) |

|                       |           |  |
| Golfo 35’ Spina 90+7’ | Marcatori |  |

| Arbitro: | Ricci (Firenze) |

|  |           |                                    |
|  | Marcatori | 15’ (rig.) Vázquez 55’ Scognamillo |

| Arbitro: | Feliciani (Teramo) |

|                    |           |               |
| Zampa 48’ Sepe 85’ | Marcatori | 72’ Jefferson |

| Arbitro: | Emmanuele (Pisa) |

|               |           |  |
| Jefferson 37’ | Marcatori |  |

| Arbitro: | F. Longo (Paola) |

|                         |           |              |
| Maiorino 26’ Ekuban 58’ | Marcatori | 17’ Ercolano |

| Arbitro: | Vergaro (Bari) |

|                                 |           |                       |
| Carletti 20’, 68’ Sane 45’, 67’ | Marcatori | 90+2’ (rig.) Rossetti |

| Arbitro: | Cascone (Nocera Inferiore) |

|                     |           |  |
| Carletti 31’ (rig.) | Marcatori |  |

| Arbitro: | Fiero (Pistoia) |

|                                     |           |              |
| Antenucci 32’ Paponi 55’ Marras 89’ | Marcatori | 49’ Di Livio |

| Arbitro: | Scatena (Avezzano) |

|          |           |  |
| Sane 28’ | Marcatori |  |

| Monopoli 12 dicembre 2021, ore 14:30 CET 18ª giornata | Monopoli           | 0 – 0 referto | Latina | Stadio Vito Simone Veneziani (956 spett.)\| Arbitro: \| Cherchi (Carbonia) \| |
| Arbitro:                                              | Cherchi (Carbonia) |               |        |                                                                               |

| Arbitro: | Acanfora (Roma) |

|                                                    |           |                              |
| Mbende 7’ (aut.) Ercolano 42’ Jefferson 71’ (rig.) | Marcatori | 51’, 75’ F. Verde 59’ Mbende |

#### Girone di ritorno
| Arbitro: | N. Marini (Trieste) |

|              |           |  |
| Carletti 18’ | Marcatori |  |

| Arbitro: | Turrini (Firenze) |

|               |           |                                  |
| Tommasini 21’ | Marcatori | 34’ (rig.) Carletti 41’ Ercolano |

| Latina 16 gennaio 2022, ore 18:00 CET 22ª giornata | Latina             | 0 – 0 referto | Avellino | Stadio Domenico Francioni (1 818 spett.)\| Arbitro: \| Scatena (Avezzano) \| |
| Arbitro:                                           | Scatena (Avezzano) |               |          |                                                                              |

| Arbitro: | Zamagni (Cesena) |

|                      |           |                                      |
| A. Curcio 60’ (rig.) | Marcatori | 14’ Nicolao 39’ A. Esposito 55’ Sane |

| Latina 30 gennaio 2022, ore 17:30 CET 24ª giornata | Latina           | 0 – 0 referto | Taranto | Stadio Domenico Francioni (1 143 spett.)\| Arbitro: \| Emmanuele (Pisa) \| |
| Arbitro:                                           | Emmanuele (Pisa) |               |         |                                                                            |

| Arbitro: | Vergaro (Bari) |

|            |           |  |
| Eusepi 18’ | Marcatori |  |

| Arbitro: | Maggio (Lodi) |

|                                              |           |               |
| Sane 18’ Carletti 24’ (rig.) Barberini 90+1’ | Marcatori | 34’ Nunziante |

| Arbitro: | Crezzini (Siena) |

|  |           |                              |
|  | Marcatori | 37’ Jefferson 90+3’ Carletti |

| Arbitro: | Andreano (Prato) |

|                                  |           |                         |
| Barberini 13’ Jefferson 40’, 54’ | Marcatori | 71’ Bara Ngom 75’ Volpe |

| Arbitro: | Fiero (Pistoia) |

|                                       |           |              |
| Vandeputte 9’ Vázquez 44’, 59’ (rig.) | Marcatori | 30’ Giorgini |

| Arbitro: | Bitonti (Bologna) |

|  |           |                                            |
|  | Marcatori | 58’ Cuppone 90+1’ Sandri 90+5’ Cargnelutti |

| Arbitro: | Fontani (Siena) |

|         |           |              |
| Urso 7’ | Marcatori | 57’ Carletti |

| Latina 16 marzo 2022, ore 21:00 CET 32ª giornata | Latina            | 0 – 0 referto | Virtus Francavilla | Stadio Domenico Francioni (572 spett.)\| Arbitro: \| Giaccaglia (Jesi) \| |
| Arbitro:                                         | Giaccaglia (Jesi) |               |                    |                                                                           |

| Arbitro: | Bonacina (Bergamo) |

|                        |           |  |
| Persia 44’ Bolsius 51’ | Marcatori |  |

| Arbitro: | Feliciani (Teramo) |

|             |           |  |
| Morelli 13’ | Marcatori |  |

| Arbitro: | Carrione (Castellammare di Stabia) |

|  |           |               |
|  | Marcatori | 23’ Antenucci |

| 36ª giornata | Catania | – (annullata) | Latina |  |

| Latina 16 aprile 2022, ore 17:30 CEST 37ª giornata | Latina                 | 0 – 0 referto | Monopoli | Stadio Domenico Francioni (624 spett.)\| Arbitro: \| Grasso (Ariano Irpino) \| |
| Arbitro:                                           | Grasso (Ariano Irpino) |               |          |                                                                                |

| Arbitro: | Tremolada (Monza) |

|  |           |              |
|  | Marcatori | 45’ Rossetti |

### Coppa Italia Serie C

#### Turni eliminatori
| Arbitro: | Mastrodomenico (Matera) |

|              |           |  |
| Leonetti 24’ | Marcatori |  |